# Paulhan
Paulhan (okzitanisch: gleichlautend) ist ein südfranzösischer Ort und eine Gemeinde (commune) mit 4.022 Einwohnern (Stand 1. Januar 2022) im Département Hérault in der Region Okzitanien.

## Lage und Klima
Das Runddorf (Circulade) Paulhan liegt etwa einen Kilometer westlich des Flusses Hérault in einer Höhe von etwa 36 m ca. 35 Kilometer (Fahrtstrecke) nordöstlich von Béziers; die Küstenstadt Agde ist ca. 31 Kilometer in südlicher Richtung entfernt. Das in hohem Maße vom Mittelmeer beeinflusste Klima ist mild bis warm; Regen (ca. 620 mm/Jahr) fällt überwiegend im Winterhalbjahr.

## Bevölkerungsentwicklung
| Jahr                       | 1800 | 1851 | 1901 | 1954 | 1999 | 2019 |
| Einwohner                  | 1006 | 1260 | 2073 | 2342 | 2634 | 4016 |
| Quellen: Cassini und INSEE |      |      |      |      |      |      |

Trotz der Reblauskrise im Weinbau, der zunehmenden Mechanisierung der Landwirtschaft, der Aufgabe bäuerlicher Kleinbetriebe („Höfesterben“) und der daraus resultierende Arbeitslosigkeit ist die Einwohnerzahl im 19. und 20. Jahrhundert stetig angestiegen. Aufgrund der Nähe zur Großstadt Béziers und zur touristischen Region um Agde ist die Einwohnerzahl zu Beginn des 21. Jahrhunderts nochmals deutlich angestiegen.

## Wirtschaft
In früheren Zeiten lebten die Bewohner des Ortes als weitgehende Selbstversorger von der Landwirtschaft, wobei neben Getreide auch Wein angebaut wurde. Daneben betrieb man ein wenig Viehzucht (Schweine, Hühner etc.). Wie in vielen Orten des Languedoc dominierte im 19. Jahrhundert der Weinbau; die örtliche Winzergenossenschaft vermarktet den hier produzierten Wein über die Appellationen Clairette du Languedoc, Languedoc, Pays d’Herault und Pays d’Oc. Wegen der Absatzkrise von französischem Wein wird jedoch nur noch auf etwa der Hälfte der landwirtschaftlichen Flächen Weinbau betrieben; auf der anderen Hälfte werden wieder Getreide (Weizen, Mais) und Sonnenblumen angebaut.

## Geschichte
Der Ortsname leitet sich möglicherweise vom Namen Paulianus eines Gutsbesitzers aus gallorömischer Zeit ab. Im Jahre 990 gehörte der Ort den Vizegrafen (vicomtes) von Béziers. Im Jahr 1137 befand sich der Ort in den Händen der Herren von Montpellier.

## Sehenswürdigkeiten

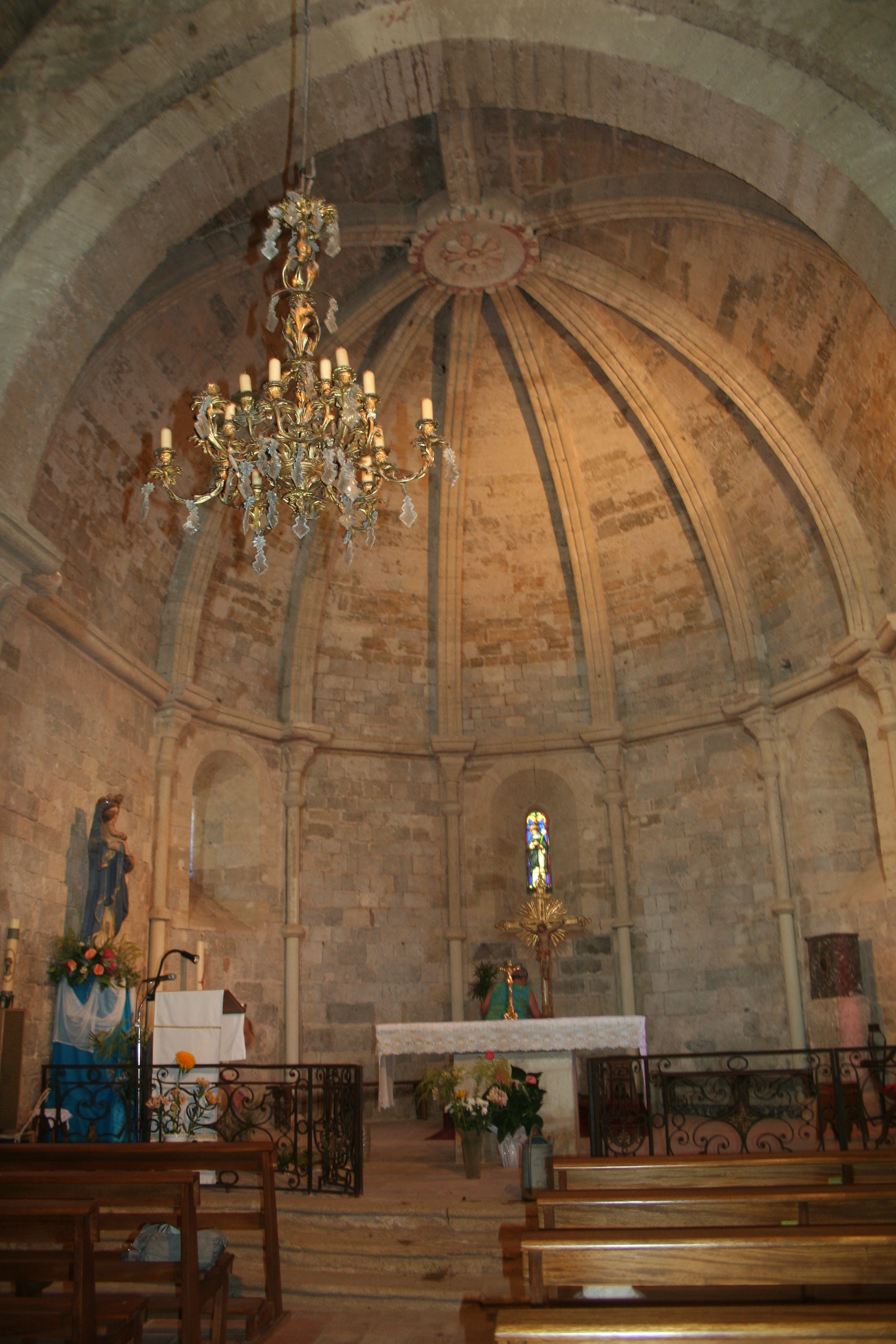
Kirche Notre-Dame des Vertus – Rippengewölbe der Apsis

- Der alte Ortskern von Paulhan gehört zum Typus der Circulades – Runddörfer, die aus Verteidigungsgründen um einen Kern, bestehend aus einer Burg und/oder Kirche, herum angelegt wurden und deren äußere Häuserfront als Ersatz für eine kostspielige Stadtmauer diente.
- Die ehemalige Pfarrkirche Notre-Dame des Vertus ist ein aus exakt behauenen Steinen gefertigter einschiffiger romanischer Bau des späten 12. und beginnenden 13. Jahrhunderts, der sich auf einer antiken, der Göttin Ceres geweihten Stätte erhebt. Bei späteren Umbaumaßnahmen wurde der Westturm erneuert und das ursprünglich auf der Südseite gelegene Portal nach Westen verlegt. Der durch ein Vorchorjoch verlängerte Chor des Kirchenbaus zeigt im Äußeren lediglich eine vertikale Gliederung durch Strebepfeiler und einen schmucklosen Konsolenfries als oberen Abschluss. Im Innern ist die Gliederung der Apsis deutlich feingliedriger: In der unteren Ebene finden sich schlanke Säulchen mit Schaftringen und schlanken Kapitellen, die schon beinahe gotisches Formempfinden zeigen; darüber verläuft ein profiliertes und verkröpftes Gesims. Die Apsiskalotte ist von dreifach profilierten Gewölberippen unterfangen, die in einem großen Schlussstein mit einem Rosettenmotiv enden. Der Chor der Kirche wurde im Jahr 1987 als Monument historique anerkannt.[2]
- Die neue Pfarrkirche Sainte-Croix entstand im Jahr 1903.
- Die Einsiedlerkirche (L’ermitage Saint-Jean de Vareilhes) steht an der Autoroute A75, etwa einen Kilometer außerhalb des Ortes. Obwohl in späterer Zeit erneuert, ist sie der einzige Überrest des ehemaligen Dorfes Vareilhes.

## Gemeindepartnerschaften
- Krailling, Oberbayern
- Brezová pod Bradlom, Slowakei